# 德爾弗斯 (堪薩斯州)
德爾弗斯（英語：Delphos）是一個位於美國堪薩斯州渥太華縣的城市。

## 地方資料
根據2020年美國人口普查的數據，德爾弗斯的面積為1.60平方千米，當中陸地面積為1.53平方千米，而水域面積為0.07平方千米。當地共有人口302人，而人口密度為每平方千米188.75人。